# Namo Suro Baru
Namo Suro Baru is een bestuurslaag in het regentschap Deli Serdang van de provincie Noord-Sumatra, Indonesië. Namo Suro Baru telt 1104 inwoners (volkstelling 2010).